# Rally Costa de Almería de 2021
El Rally Costa de Almería de 2021 fue la 46ª edición del citado rally. Se celebró entre el 29 y 30 de octubre de 2021 y contó con un itinerario de nueve tramos cronometrados sobre asfalto. Cuenta con un coeficiente 5, y será puntuable para el Campeonato de Andalucía de Rallyes de Asfalto. Dará comienzo en el Palacio de Exposiciones y Congresos de el Toyo, en la ciudad de Almería, lugar que también acogerá la llegada del evento.
Hay que destacar que esta edición estaba prevista que se desarrollara entre el 17 y 18 de abril de 2020, pero tuvo que aplazarse por la pandemia de COVID-19. Se solicitó posponer el evento a octubre de 2020, pero se volvió a retrasar.
A nivel mediático hay que reseñar el hecho de que será la primera ocasión en la que la prueba se retransmita en directo, a través de YouTube.

## Campeonatos que puntúan en esta prueba
El presente rally será puntuable para diferentes campeonatos:
- Campeonato de Andalucía de Rallyes de Asfalto
- Trofeo de Andalucía de Rallyes de Asfalto
- Campeonato de Andalucía de Rallyes de Asfalto - Regularidad
- Campeonato de Andalucía de Rallyes de Asfalto - Regularidad Sport
- Trofeo de Andalucía de Rallyes de Asfalto - Pilotos y Copilotos Junior (Nacidos a partir del 01-01-1996)
- Trofeo de Andalucía Femenino de Pilotos y Copilotos
- Trofeo de Andalucía de Copilotos - féminas de Regularidad y Regularidad Sport
- Trofeo Copa Federación Campeonato de Andalucía de Rallyes de Asfalto.
- Campeonato Provincial de Automovilismo de Almería

### Campeonatos que puntúan en esta prueba si se cumple el número de inscripciones
- Copa Sandero Cup Andalucía
- Trofeo Copa R

## Itinerario
| Día    | Tramo | Nombre                                  | Distancia | Hora  | Ganador            | Tiempo  | Vel. media | Líder rally       | Imagen |
| ------ | ----- | --------------------------------------- | --------- | ----- | ------------------ | ------- | ---------- | ----------------- | ------ |
| Día 1  | SS1   | Vícar (AL-3400)                         | 4,9 km    | 20:21 | José María Zapata  | 3:20,0  |            | José María Zapata |        |
| Día 2  | SS2   | Níjar-Lucainena de las Torres (AL-3107) | 15,1 km   | 8:11  | José Antonio Aznar | 10:17,0 |            |                   |        |
| Día 2  | SS3   | Turrillas                               | 8,75 km   | 8:37  | José Antonio Aznar | 6:09,1  |            |                   |        |
| Día 2  | SS4   | Níjar-Lucainena de las Torres (AL-3107) | 15,1 km   | 11:00 | José Antonio Aznar | 9:53,9  |            |                   |        |
| Día 2  | SS5   | Turrillas                               | 8,75 km   | 11:26 | José Antonio Aznar | 6:01,4  |            |                   |        |
| Día 2  | SS6   | Benizalón-Benitagla                     | 10,54 km  | 15:04 | José Antonio Aznar | 6:15,0  |            |                   |        |
| Día 2  | SS7   | Cóbdar-Uleila del Campo                 | 20,7 km   | 15:40 | José Antonio Aznar | 13:58,0 |            |                   |        |
| Día 2  | SS8   | Benizalón-Benitagla                     | 10,54 km  | 17:58 | José Antonio Aznar | 6:17,7  |            |                   |        |
| Día 2  | SS9   | Cóbdar-Uleila del Campo                 | 20,7 km   | 18:34 | José Antonio Aznar | 14:13,5 |            |                   |        |
| Fuente |       |                                         |           |       |                    |         |            |                   |        |

## Clasificación final
| Pos. | Piloto               | Copiloto             | Automóvil                | Tiempo    | Diferencia |
| ---- | -------------------- | -------------------- | ------------------------ | --------- | ---------- |
| 1.   | José Antonio Aznar   | Crisanto Galán       | Porsche 911 GT3 997      | 1:16:28,9 | 0.0        |
| 2.   | Francisco Pérez      | Marcos Rumí          | Porsche 911 GT3 997      | 1:18:53,0 | 2:24,1     |
| 3.   | Juan C. Fuentes      | José García          | Porsche 911 GT3 997      | 1;20:27,1 | 3:58,2     |
| 4.   | Francisco Arias      | Crisanto Galán       | Mitsubishi Lancer Evo X  | 1:20:43,8 | 4:14,9     |
| 5.   | Antonio Molina       | Alejandro Castillejo | Renault Mégane Coupé Cup | 1:21:06,1 | 4:37,2     |
| 6.   | Ernesto Salguero     | Esther de la Torre   | Suzuki Swift Sport       | 1:21:57,6 | 5:28,7     |
| 7.   | Cristian J. Parrilla | Juan F. Ceba         | Renault Clio III         | 1:22:00,0 | 5:31,1     |
| 8.   | Juan Antonio Cid     | Patricia Gutiérrez   | Citroën Saxo             | 1:27:10,8 | 10:41,9    |
| 9.   | Manuel Reyes         | José J. Almodóvar    | Renault Supercinco       | 1:28:41,0 | 12:12,9    |
| 10.  | Antonio Pérez        | Jose A. Castro       | Citroën C2               | 1:32:05,6 | 15:36,7    |
| 11.  | Alejandro Callejón   | Jose M. Sánchez      | Hyundai Getz             | 1:34:51,3 | 18:22,4    |
| 12.  | Manuel Rodríguez     | Alejandro S. Flores  | Nissan Almera            | 1:35:00,6 | 18:31,7    |
| 13.  | Antonio J. Rocha     | Paulo Gonzalves      | Dacia Sandero CUP        | 1:35:21,7 | 18:52,8    |
| 14.  | Maximiliano Gallardo | Mercedes Cano        | Dacia Sandero CUP        | 1:35:37,7 | 19:08,8    |
| 15.  | Francisco J. Pérez   | Juan M. García       | Peugeot 205              | 1:37:43,2 | 21:14,3    |
| 16.  | Bernardo Arrabali    | Elena Calero         | Dacia Sandero CUP        | 1:40:03,3 | 23:34,4    |